# رامباداک
رامباداک (به لاتین: 
Rambadak) یک روستا در بنگلادش است که در استان باریسال و در ناحیه پیروج‌پور واقع شده است.